# ドン・ドライスデール
ドナルド・スコット・ドライスデール（Donald Scott Drysdale, 1936年7月23日 - 1993年7月3日）は、アメリカ合衆国カリフォルニア州ロサンゼルス市ヴァンナイズ出身の元プロ野球選手。（投手）。ニックネームは「Big D」。右投右打。

## 経歴
1954年にブルックリン・ドジャースと契約。
1956年4月17日のフィラデルフィア・フィリーズ戦でメジャーデビュー。5勝を記録し、チームはリーグ優勝。ニューヨーク・ヤンキースとのワールドシリーズでは第4戦でリリーフ登板し2イニングを投げた。
1957年は6月5日のシカゴ・カブス戦でメジャー初完封。後半戦で11勝を記録し、17勝9敗、防御率2.69を記録。
1958年は開幕から5連敗を喫するなど不調で、前半戦は4勝、防御率5.80。後半戦で復調したが、12勝13敗、防御率4.17と成績を落とした。打撃ではナショナルリーグタイ記録の7本塁打を記録。
1959年は自身初のオールスターゲームに選出され、先発投手を務めた。17勝13敗、防御率3.46、リーグ最多の242奪三振、4完封を記録し、最多奪三振のタイトルを獲得。チームはミルウォーキー・ブレーブスと同率で並び、プレーオフを制して移転後初のリーグ優勝を果たす。シカゴ・ホワイトソックスとのワールドシリーズでは第3戦に先発登板し、8回途中まで11安打を浴びながら1失点に抑え、勝利投手。4勝2敗で4年ぶりのワールドチャンピオンに輝いた。
1960年は6月まで4勝10敗だったが、その後調子を上げ15勝14敗、防御率2.84、246奪三振を記録し、2年連続の最多奪三振を獲得。
1961年は13勝10敗、防御率3.69、4年連続リーグ最多の20死球の成績だった。
1962年は前半戦で15勝4敗、防御率2.88を記録し、オールスターゲームに選出され、自身2度目の先発投手を務めた。25勝9敗、防御率2.83、232奪三振、リーグ最多の314.1イニングで最多勝・最多奪三振の二冠を獲得。チームは残り7試合の時点で2位サンフランシスコ・ジャイアンツに4ゲーム差を付けたが、その後1勝6敗と失速して同率で並ばれ、3試合制のプレーオフにもつれ込む。2戦目で先発し6回途中5失点で降板するが、チームは勝利。しかし最終戦で敗れてリーグ優勝を逃した。自身初のサイ・ヤング賞を獲得し、MVPの投票でも5位に入った。
1963年は19勝17敗、防御率2.63、キャリアハイの251奪三振を記録し、25勝のサンディ・コーファックスと共に左右の2本柱を形成、リーグ優勝の原動力となる。ヤンキースとのワールドシリーズでは第3戦に先発し、3安打完封勝利。チームは4連勝で4年ぶりのワールドチャンピオンとなった。
1964年はシーズン前にコーファックスと共に大幅な年俸増をオーナーのウォルター・オマリーに要求した。シーズンでは18勝16敗、リーグ2位の防御率2.18、237奪三振、リーグ最多でキャリアハイの321.1イニングの成績。
1965年は23勝12敗、防御率2.77、7完封、打撃でも打率.300、7本塁打、長打率.508を記録。チームはジャイアンツとの熾烈な優勝争いを制してリーグ優勝。ミネソタ・ツインズとのワールドシリーズでは、コーファックスが第1戦の先発登板を拒否したため代わりに先発登板したが、3回途中7失点の乱調で敗戦投手。第4戦では11奪三振2失点完投勝利。ローテーション通りなら最終第7戦にも先発登板するはずだったがコーファックスに譲り、4勝3敗で2年ぶりのワールドチャンピオンとなった。
1966年は開幕から調子が上がらず、13勝16敗と8年ぶりに負け越すが、チームはリーグ連覇を果たす。ボルチモア・オリオールズとのワールドシリーズでは第1戦に先発するが2回4失点で敗戦投手。王手をかけられて迎えた第4戦では1失点完投するが打線が完封されて敗戦投手となり、4連敗で敗退した。
1968年は5月14日のカブス戦から6試合連続完封勝利。6月8日のフィリーズ戦の5回途中まで無失点に抑え、1913年にウォルター・ジョンソンが記録した55.2イニングを更新する58.2イニング連続無失点を達成。この時「記録は嬉しいが、正直なところ途切れてホッとした面はある。記録が続いている間は精神的な重圧がかなりあった」と語っている。新記録についてはロバート・F・ケネディが演説の際に触れた。20年後の1988年にドジャースの後輩オーレル・ハーシュハイザーが記録を更新した。同年は6月までに10勝を記録し、その後は4勝に留まるが終盤まで1点台を維持するなどキャリアハイの防御率2.15、8完封を記録した。
1969年は右肩痛で離脱するなど5勝に留まり、シーズン途中で引退。ブルックリンでプレイした経験のある最後のドジャースの選手だった。通算209勝、2486奪三振はドン・サットンに次ぐ球団歴代2位。
引退後はABCなどでキャスターを務めた。
1984年に野球殿堂入り。同年7月1日、ドライスデールの背番号「53」がドジャースの永久欠番に指定された。
1986年、バスケットボール殿堂入りもしている女子バスケットボール選手のアン・マイヤーズと結婚。史上初の殿堂入り選手同士の結婚ということで話題となった。
1993年7月3日、ドジャースの試合の放送のため滞在していたカナダ・モントリオールのホテルで、心臓発作のため56歳で急死した。

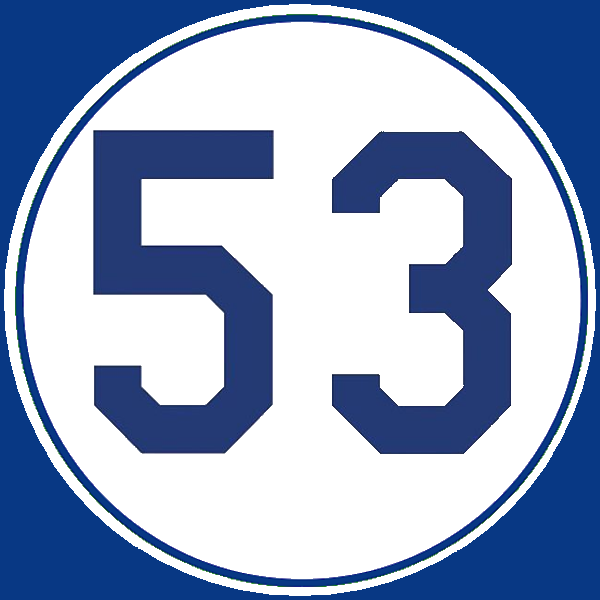
ドライスデールの背番号「53」。
ロサンゼルス・ドジャースの永久欠番に1984年指定。

1962年の映画「追跡/Experiment in Terror」に本人役で出演している。

## 選手としての特徴
サイドスローから内角を厳しく攻める投球スタイルであったため死球が多く、通算154与死球を記録した。打撃も良く、通算29本塁打は投手としては歴代6位。
投手としての球種はカーブ、チェンジアップ、スライダー、スピットボール（米書「guide to pitchers」より）

## 詳細情報

### 年度別投手成績
| 年 度     | 球 団     | 登 板 | 先 発 | 完 投 | 完 封 | 無 四 球 | 勝 利 | 敗 戦 | セ 丨 ブ | ホ 丨 ル ド | 勝 率 | 打 者 | 投 球 回 | 被 安 打 | 被 本 塁 打 | 与 四 球 | 敬 遠 | 与 死 球 | 奪 三 振 | 暴 投 | ボ 丨 ク | 失 点 | 自 責 点 | 防 御 率 | W H I P |
| --------- | --------- | ----- | ----- | ----- | ----- | -------- | ----- | ----- | -------- | ----------- | ----- | ----- | -------- | -------- | ----------- | -------- | ----- | -------- | -------- | ----- | -------- | ----- | -------- | -------- | ------- |
| 1956      | BRO LAD   | 25    | 12    | 2     | 0     | 0        | 5     | 5     | 0        | --          | .500  | 413   | 99.0     | 95       | 9           | 31       | 3     | 3        | 55       | 3     | 0        | 35    | 29       | 2.64     | 1.27    |
| 1957      | BRO LAD   | 34    | 29    | 9     | 4     | 2        | 17    | 9     | 0        | --          | .654  | 911   | 221.0    | 197      | 17          | 61       | 3     | 7        | 148      | 3     | 1        | 76    | 66       | 2.69     | 1.17    |
| 1958      | BRO LAD   | 44    | 29    | 6     | 1     | 1        | 12    | 13    | 0        | --          | .480  | 913   | 211.2    | 214      | 21          | 72       | 6     | 14       | 131      | 8     | 2        | 107   | 98       | 4.17     | 1.35    |
| 1959      | BRO LAD   | 44    | 36    | 15    | 4     | 0        | 17    | 13    | 2        | --          | .567  | 1142  | 270.2    | 237      | 26          | 93       | 9     | 18       | 242      | 4     | 2        | 113   | 104      | 3.46     | 1.22    |
| 1960      | BRO LAD   | 41    | 36    | 15    | 5     | 1        | 15    | 14    | 2        | --          | .517  | 1083  | 269.0    | 214      | 27          | 72       | 5     | 10       | 246      | 6     | 0        | 93    | 85       | 2.84     | 1.06    |
| 1961      | BRO LAD   | 40    | 37    | 10    | 3     | 0        | 13    | 10    | 0        | --          | .565  | 1047  | 244.0    | 236      | 29          | 83       | 15    | 20       | 182      | 7     | 1        | 111   | 100      | 3.69     | 1.31    |
| 1962      | BRO LAD   | 43    | 41    | 19    | 2     | 2        | 25    | 9     | 1        | --          | .735  | 1289  | 314.1    | 272      | 21          | 78       | 12    | 11       | 232      | 8     | 0        | 122   | 99       | 2.83     | 1.11    |
| 1963      | BRO LAD   | 42    | 42    | 17    | 3     | 7        | 19    | 17    | 0        | --          | .528  | 1266  | 315.1    | 287      | 25          | 57       | 13    | 10       | 251      | 4     | 0        | 114   | 92       | 2.63     | 1.09    |
| 1964      | BRO LAD   | 40    | 40    | 21    | 5     | 6        | 18    | 16    | 0        | --          | .529  | 1264  | 321.1    | 242      | 15          | 68       | 9     | 10       | 237      | 11    | 1        | 91    | 78       | 2.18     | 0.96    |
| 1965      | BRO LAD   | 44    | 42    | 20    | 7     | 6        | 23    | 12    | 1        | --          | .657  | 1262  | 308.1    | 270      | 30          | 66       | 11    | 12       | 210      | 11    | 0        | 113   | 95       | 2.77     | 1.09    |
| 1966      | BRO LAD   | 40    | 40    | 11    | 3     | 3        | 13    | 16    | 0        | --          | .448  | 1135  | 273.2    | 279      | 21          | 45       | 8     | 17       | 177      | 7     | 1        | 114   | 104      | 3.42     | 1.18    |
| 1967      | BRO LAD   | 38    | 38    | 9     | 3     | 2        | 13    | 16    | 0        | --          | .448  | 1151  | 282.0    | 269      | 19          | 60       | 19    | 8        | 196      | 5     | 2        | 101   | 86       | 2.74     | 1.17    |
| 1968      | BRO LAD   | 31    | 31    | 12    | 8     | 2        | 14    | 12    | 0        | --          | .538  | 954   | 239.0    | 201      | 11          | 56       | 10    | 12       | 155      | 4     | 0        | 68    | 57       | 2.15     | 1.08    |
| 1969      | BRO LAD   | 12    | 12    | 1     | 1     | 0        | 5     | 4     | 0        | --          | .556  | 267   | 62.2     | 71       | 9           | 13       | 0     | 2        | 24       | 1     | 0        | 34    | 31       | 4.45     | 1.34    |
| MLB：14年 | MLB：14年 | 518   | 465   | 167   | 49    | 32       | 209   | 166   | 6        | --          | .557  | 14097 | 3432.0   | 3084     | 280         | 855      | 123   | 154      | 2486     | 82    | 10       | 1292  | 1124     | 2.95     | 1.15    |

- 各年度の太字はリーグ最高
- BRO（ブルックリン・ドジャース）は、1958年にLAD（ロサンゼルス・ドジャース）に球団名を変更

### 年度別守備成績
| 年 度 | 球 団 | 投手（P） | 投手（P） | 投手（P） | 投手（P） | 投手（P） | 投手（P） |
| 年 度 | 球 団 | 試 合     | 刺 殺     | 補 殺     | 失 策     | 併 殺     | 守 備 率  |
| ----- | ----- | --------- | --------- | --------- | --------- | --------- | --------- |

### タイトル
- 最多勝利：1回（1962年）
- 最多奪三振：3回（1959年、1960年、1962年）

### 表彰
- サイ・ヤング賞：1回（1962年）

### 記録
- MLBオールスターゲーム選出：8回（1959年、1961年 - 1965年、1967年、1968年）
- 6試合連続完封（1968年、MLB最長記録）
- 連続イニング無失点：58.2イニング（1968年、MLB歴代2位）

### 背番号
- 53（1956年 - 1969年）※ロサンゼルス・ドジャースの永久欠番